# Grongah-Nationalpark
Der Grongah-Nationalpark (englisch Grongah National Park) ist ein 229 km² Hektar großer Nationalpark in Queensland, Australien.

## Lage
Er liegt in der Region Wide Bay-Burnett und befindet sich 195 km nordwestlich von Brisbane und 95 km südwestlich von Hervey Bay.
In der näheren Umgebung befinden sich der Ban-Ban-, Glenbar- und der Nangur-Nationalpark.

## Zufahrt
Man gelangt von Kilkivan Richtung Norden durch den Mudlo-Nationalpark auf einer 17 km lange Straße in den Park. Es gibt dort allerdings keine Besuchereinrichtungen.

## Geländeform
Der Park umfasst einen Teil der Burnett Range mit ihrer höchsten Erhebung von 710 Metern.